# Metròfanes (sofista)
Metròfanes (Μητροφάνης) fou un sofista grec descendent del també sofista Làcares d'Atenes. El sofista Superià va escriure un llibre en contra de Metròfanes. És esmentat també per Damasci en la seva hagiografia d'Isidor de Sevilla.